# Zglobni cvijet
Zglobni cvijet (vitki cvijet; lat. Physostegia), biljni rod višegodišnjeg raslinja iz porodica medićevki smješten u tribus Synandreae, dio potporodice Lamioideae. Opisan je 1829. . Pripada mu 12 sjevernoameričkih vrsta rasprostranjenih od Meksika na jugu, do Kanade na sjeveru. Tipična vrsta je Dracocephalum virginianum L., sinonim za Physostegia virginiana (L.) Benth.

## Etimologija
Latinsko ime roda dolazi od grčkih riječi physa što znači mjehur i stege što znači pokrivač a odnosi se na čaške koje se napuhuju dok se razvijaju. Članovi roda obično se nazivaju “poslušnim biljkama” jer će svaki pojedinačni cvijet, nakon što ga se gurne u bilo kojem smjeru, privremeno ostati u novom položaju. Članovi roda također se obično nazivaju “lažna zmajeglavka” jer cvjetovi podsjećaju na cvjetove roda zmajeglavka (Dracocephalum).

## Vrste
1. Physostegia angustifolia Fernald
2. Physostegia correllii (Lundell) Shinners
3. Physostegia digitalis Small
4. Physostegia godfreyi P.D.Cantino
5. Physostegia intermedia (Nutt.) Engelm. & A.Gray
6. Physostegia ledinghamii (B.Boivin) P.D.Cantino
7. Physostegia leptophylla Small
8. Physostegia longisepala P.D.Cantino
9. Physostegia lundelliorum P.D.Cantino & Mabb.
10. Physostegia parviflora Nutt. ex A.Gray
11. Physostegia purpurea (Walter) S.F.Blake
12. Physostegia virginiana (L.) Benth.